# Rio Vista (Californië)
Rio Vista is een plaats (city) in de Amerikaanse staat Californië, en valt bestuurlijk gezien onder Solano County.

## Demografie
Bij de volkstelling in 2000 werd het aantal inwoners vastgesteld op 4571.
In 2006 is het aantal inwoners door het United States Census Bureau geschat op 7305, een stijging van 2734 (59.8%).

## Geografie
Volgens het United States Census Bureau beslaat de plaats een oppervlakte van
18,4 km², waarvan 17,5 km² land en 0,9 km² water.

## Plaatsen in de nabije omgeving
De onderstaande figuur toont nabijgelegen plaatsen in een straal van 24 km rond Rio Vista.